# Question Mark & the Mysterians
Question Mark & the Mysterians (noti anche come ? & the Mysterians) sono stati un gruppo musicale garage rock degli anni sessanta, proveniente dal Michigan fondato da Question Mark pseudonimo di Rudy Martinez e divenuto famoso per il brano 96 Tears.
Il nome del gruppo è preso dal film sci-fi giapponese del 1957 I misteriani. Question Mark cambiò il suo nome in ? vincendo una disputa legale.

## Storia
Il sogno da teenager di Question Mark era quello di diventare un ballerino professionista, ma ben presto si accorse che le sue doti da showman lo avrebbero portato a cantare con una voce sexy ed arrogante. Il gruppo venne formato nel 1964 a Saginaw, in Michigan. Incisero il primo singolo il 12 febbraio 1966 a Detroit con due brani: (Hey Girl) Are You for Real e I'll Be Back.
La registrazione del loro brano simbolo 96 Tears, che all'inizio doveva chiamarsi Too Many Teardrops avvenne il 13 marzo 1966 negli Art Shield's Studio di Bay City per una piccola etichetta indipendente, la Pa-Go-Go. Question Mark scelse questa casa discografica solo per via del colore arancione dell'etichetta.
Il singolo giunse alle orecchie di alcuni talent scout della Cameo-Parkway che ingaggiarono il gruppo. Il singolo, con il retro Midnight Hour, entrò nelle classifiche nell'agosto del 1966 raggiungendo il primo posto in meno di due mesi, e riceve il disco d'oro in novembre , diventando uno dei brani classici garage rock. Il singolo vendette oltre un milione di copie e fu considerata da John Lennon "The best rock an roll song ever made" - "la migliore canzone rock and roll mai composta".
In origine si doveva chiamare "69 Tears" ma per motivi di opportunità fu cambiato in quello attuale. Il critico Dave Marsh, scrivendo una recensione sul gruppo, è stato il primo giornalista ad ever utilizzato il termine punk rock. Il loro primo album fu 96 Tears nel 1966 che raggiunse il 66º posto nella classifica Billboard, seguito da Action dell'anno successivo. Tuttora Question Mark effettua tournée con la band.

## Formazione
- ? (vero nome Rudy Martinez) - voce
- Frank Rodriguez Jr. - tastiera
- Frank Lugo - basso
- Bobby Balderrama - chitarra, cori
- Eddie Serrato - batteria

## Discografia

### Album in studio
- 1966 - 96 Tears (1966, Cameo Parkway) (#66)
- 1967 - Action (Cameo Parkway)
- 1997 - Featuring 96 Tears (Collectables)
- 1999 - More Action (Cavestomp)
- 2001 - Feel It! The Very Best Of (Varese Sarabande)

### Singoli
- 1966 - 96 Tears/Midnight Hour (#1 USA)
- 1966 - I Need Somebody/'8' Teen (#22)
- 1967 - Can't Get Enough Of You Baby/Smokes (#56)
- 1967 - Girl (You Captivate Me)/Got To (#98)
- 1968 - Do Something To Me/Love Me Baby (#110)
- 1968 - Make You Mine/I Love You Baby
- 1969 - Ain't It A Shame/Turn Around Baby
- 1972 - Talk Is Cheap/She Goes to Church on Sunday)
- 1973 - Not 'N Groovin'/Funky Lady